# Championnat de Colombie de football 1984
Navigation
Saison précédente Saison suivante
La saison 1984 du Championnat de Colombie de football est la trente-septième édition du championnat de première division professionnelle en Colombie. Les quatorze meilleures équipes du pays disputent le championnat qui se déroule en trois phases :
- le Tournoi Ouverture (Copa de la Paz) voit les équipes réparties en deux poules de sept. Les deux premiers de chaque groupe se qualifient pour l'Octogonal.
- lors du tournoi Clôture (Torneo Nacional), les équipes sont regroupées au sein d'une poule unique où elles s'affrontent deux fois, à domicile et à l'extérieur. Les quatre premiers du classement final se qualifient pour l'Octogonal, la phase finale nationale. À l'issue de cette phase, il n'y a ni promotion, ni relégation.
- l'Octogonal est la poule unique comportant les huit qualifiés qui s'affrontent à nouveau deux fois, à domicile et à l'extérieur. L'équipe terminant en tête est sacrée championne et se qualifie pour la prochaine édition de la Copa Libertadores en compagnie de son dauphin.

C'est le club de l'América de Cali, double tenant du titre, qui remporte à nouveau la compétition, après avoir terminé en tête de l'Octogonal, devant le CD Los Millonarios et l'Independiente Medellin. C'est le quatrième titre de champion de l'histoire du club, qui devient le premier à réussir le triplé depuis la série des Millonarios entre 1961 et 1964.

## Les clubs participants
| - Independiente Santa Fe - CD Los Millonarios - Deportes Tolima - Atlético Bucaramanga - Once Caldas - Independiente Medellin - Unión Magdalena | - Atlético Nacional - Deportivo Pereira - América de Cali - Cucuta Deportivo - Deportes Quindio - Deportivo Cali - Atlético Junior |

## Compétition
Le barème utilisé pour établir l'ensemble des classements est le suivant :
- Victoire : 2 points
- Match nul : 1 point
- Défaite : 0 point

### Tournoi Ouverture
Groupe A :
| Rang | Équipe                 | Pts | J  | G  | N | P  | Bp | Bc | Diff |
| ---- | ---------------------- | --- | -- | -- | - | -- | -- | -- | ---- |
| 1    | Atlético Junior        | 22  | 14 | 11 | 0 | 3  | 28 | 9  | +19  |
| 2    | Atlético Nacional      | 20  | 14 | 9  | 2 | 3  | 19 | 8  | +11  |
| 3    | Deportes Quindío       | 14  | 14 | 5  | 4 | 5  | 12 | 21 | -9   |
| 4    | Independiente Santa Fe | 12  | 14 | 5  | 2 | 7  | 17 | 24 | -7   |
| 5    | Deportivo Cali         | 11  | 14 | 5  | 1 | 8  | 13 | 16 | -3   |
| 6    | Deportivo Pereira      | 10  | 14 | 4  | 2 | 8  | 15 | 19 | -4   |
| 7    | Cúcuta Deportivo       | 5   | 14 | 1  | 3 | 10 | 14 | 32 | -18  |

Groupe B :
| Rang | Équipe                 | Pts | J  | G | N | P | Bp | Bc | Diff |
| ---- | ---------------------- | --- | -- | - | - | - | -- | -- | ---- |
| 1    | América de CaliT       | 20  | 14 | 9 | 2 | 3 | 27 | 14 | +13  |
| 2    | Deportes Tolima        | 18  | 14 | 6 | 5 | 2 | 16 | 11 | +5   |
| 3    | CD Los Millonarios     | 16  | 14 | 5 | 6 | 3 | 23 | 25 | -2   |
| 4    | Atlético Bucaramanga   | 13  | 14 | 5 | 3 | 6 | 25 | 26 | -1   |
| 5    | Unión Magdalena        | 13  | 14 | 5 | 3 | 6 | 14 | 16 | -2   |
| 6    | Independiente Medellín | 12  | 14 | 4 | 4 | 6 | 9  | 12 | -3   |
| 7    | Once Caldas            | 10  | 14 | 3 | 4 | 7 | 11 | 20 | -9   |

Barrage de bonus :
Les premiers de groupe s'affrontent pour la répartition des bonus lors de l'Octogonal. Le gagnant reçoit un point, le perdant 0.75 point. Les deuxièmes de groupe en font de même avec un demi-point pour le vainqueur et 0.25 point pour le vaincu.
| Équipe 1          | Résultat | Équipe 2        |
| ----------------- | -------- | --------------- |
| América de Cali   | 3 - 0    | Atlético Junior |
| Atlético Nacional | 4 - 3    | Deportes Tolima |

### Tournoi Clôture
| Rang | Équipe                 | Pts | J  | G  | N  | P  | Bp | Bc | Diff |
| ---- | ---------------------- | --- | -- | -- | -- | -- | -- | -- | ---- |
| 1    | América de CaliT       | 36  | 26 | 13 | 10 | 3  | 41 | 20 | +21  |
| 2    | Atlético Nacional      | 35  | 26 | 13 | 9  | 4  | 39 | 21 | +18  |
| 3    | Atlético Junior        | 31  | 26 | 13 | 5  | 8  | 34 | 31 | +3   |
| 4    | CD Los Millonarios     | 31  | 26 | 11 | 9  | 6  | 39 | 20 | +19  |
| 5    | Independiente Medellín | 31  | 26 | 10 | 11 | 5  | 32 | 18 | +14  |
| 6    | Atlético Bucaramanga   | 29  | 26 | 13 | 3  | 10 | 33 | 33 | 0    |
| 7    | Unión Magdalena        | 27  | 26 | 11 | 5  | 10 | 28 | 29 | -1   |
| 8    | Independiente Santa Fe | 26  | 26 | 9  | 8  | 9  | 36 | 31 | +5   |
| 9    | Deportes Tolima        | 24  | 26 | 7  | 10 | 9  | 25 | 27 | -2   |
| 10   | Deportivo Pereira      | 23  | 26 | 8  | 7  | 11 | 30 | 44 | -14  |
| 11   | Once Caldas            | 22  | 26 | 8  | 6  | 12 | 28 | 40 | -12  |
| 12   | Deportivo Cali         | 21  | 26 | 6  | 9  | 11 | 26 | 34 | -8   |
| 13   | Deportes Quindío       | 16  | 26 | 5  | 6  | 15 | 25 | 42 | -17  |
| 14   | Cúcuta Deportivo       | 12  | 26 | 1  | 10 | 15 | 25 | 51 | -26  |

|  | Qualification pour l'Octogonal acquise depuis le tournoi Ouverture |
|  | Qualification pour l'Octogonal par le biais du classement          |

- Les quatre premiers du classement obtiennent respectivement 1, 0.75, 0.5 et 0.25 point de bonus.

### Octogonal
| Rang | Équipe                 | Pts   | J  | G | N | P | Bp | Bc | Diff |
| ---- | ---------------------- | ----- | -- | - | - | - | -- | -- | ---- |
| 1    | América de Cali        | 20    | 14 | 6 | 6 | 2 | 15 | 9  | +6   |
| 2    | CD Los Millonarios     | 18.25 | 14 | 6 | 6 | 2 | 16 | 8  | +8   |
| 3    | Independiente Medellín | 15    | 14 | 4 | 7 | 3 | 13 | 10 | +3   |
| 4    | Deportes Tolima        | 14.25 | 14 | 5 | 4 | 5 | 12 | 13 | -1   |
| 5    | Atlético Junior        | 14.25 | 14 | 4 | 5 | 5 | 11 | 15 | -4   |
| 6    | Atlético Bucaramanga   | 13    | 14 | 5 | 3 | 6 | 13 | 15 | -2   |
| 7    | Atlético Nacional      | 11.25 | 14 | 3 | 4 | 7 | 11 | 16 | -5   |
| 8    | Unión Magdalena        | 11    | 14 | 3 | 5 | 6 | 7  | 12 | -5   |

|  | Qualification pour la Copa Libertadores 1985 |

## Bilan de la saison
| Championnat de Colombie de football 1984 |                            |
| Champion                                 | América de Cali (4e titre) |
| Qualifications continentales             |                            |
| Copa Libertadores 1985                   | América de Cali            |
| Copa Libertadores 1985                   | CD Los Millonarios         |
| Promotions et relégations                |                            |
| Promus en Primera A                      | Aucun                      |
| Relégués en Primera B                    | Aucun                      |